# Onthophagus garambae
Onthophagus garambae là một loài bọ cánh cứng trong họ Bọ hung (Scarabaeidae).